# L'Anglais tel qu'on le parle (film, 1931)
Pour les articles homonymes, voir L'Anglais tel qu'on le parle.
Pour plus de détails, voir Fiche technique et Distribution.
L'Anglais tel qu'on le parle est un film français réalisé en 1930 par Robert Boudrioz et sorti en 1931.
C'est une adaptation de la pièce L'Anglais tel qu'on le parle de Tristan Bernard créée en 1899.

## Fiche technique
- Titre : L'Anglais tel qu'on le parle
- Réalisation : Robert Boudrioz, assisté de Jean Vallée
- Scénario : d'après la pièce de théâtre éponyme de Tristan Bernard
- Adaptation et dialogue : Tristan Bernard
- Production :  Gaumont-Franco Film-Aubert (G.F.F.A)
- Pays de production :  France
- Format :  Noir et blanc - 1,37:1 - 35 mm - son mono
- Genre : Comédie
- Durée : 90 minutes
- Date de sortie : 
  - France - 12 juin 1931

## Distribution
- Tramel : Eugène
- Wera Engels : Miss Betty Hogson
- Gustave Hamilton : Arthur
- Pierre Labry
- Nicole de Rouves
- Léon Courtois
- Albert Broquin
- Roger Dann : Julien Cicandel
- Romain Gérard : le caissier anglais myope
- Maryanne
- Bell Barrie
- Roy Wood
- Betty Winter
- Madame de Charmoy
- Mary Sue
- Ashton